# Ritz (Arvika)

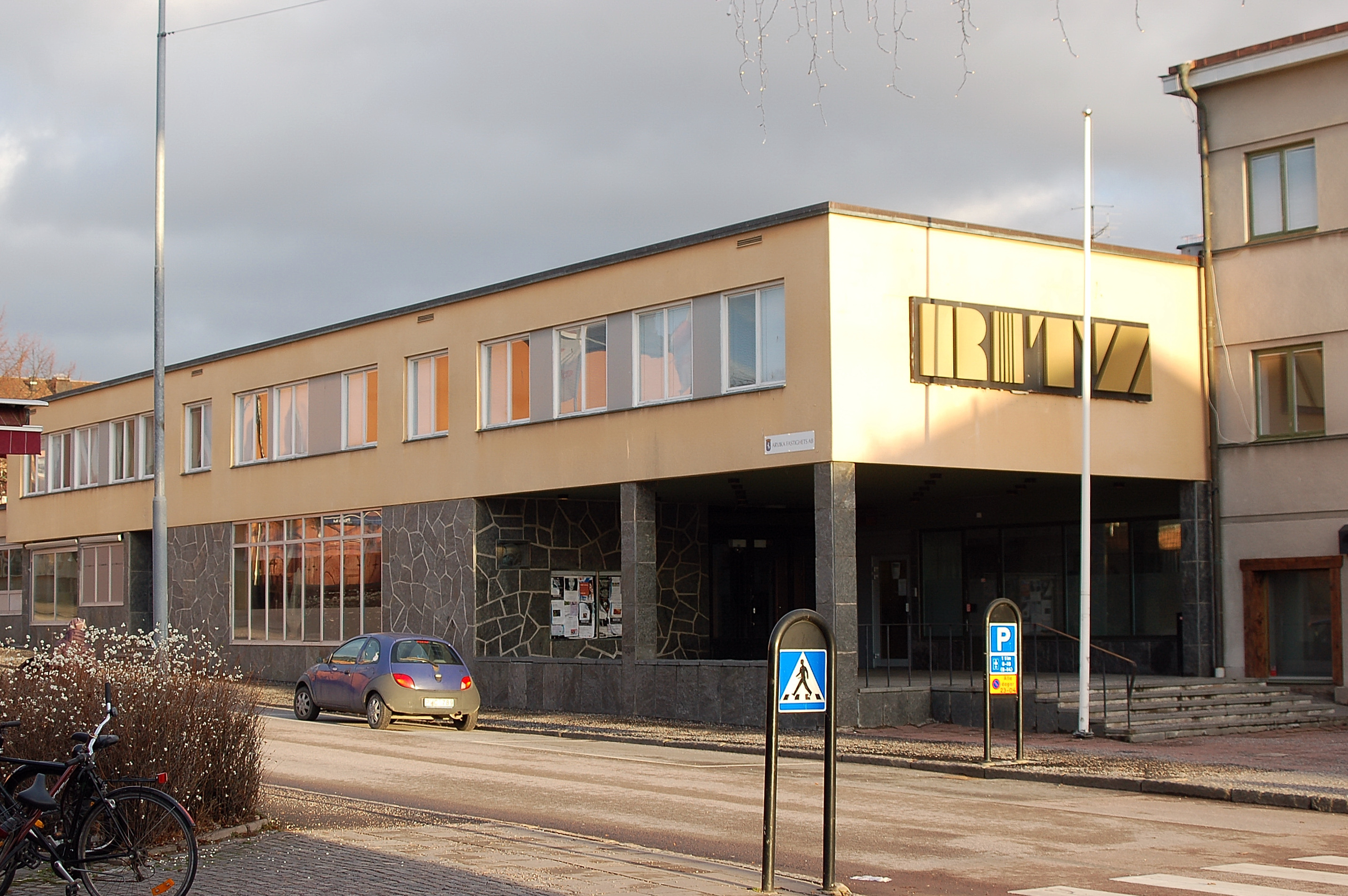
Ritz Arvika

Ritz är ett kulturhus beläget i Arvika, som drevs av Arrangemangsföreningen Galaxen, föreningen bakom Arvikafestivalen. Verksamheten sträckte sig mellan hösten 2005 till slutet av hösten 2010, lokalerna är före detta Folkets Hus. Ritz hyste ett antal klubbar under Galaxens regi– Klubb BOOM (rock/punk), Din Klubb (varierande), Club Creative (tema) samt Get Up Stand Up Comedy Club. Förutom klubbar arrangeras livekonserter, teaterföreställningar och utställningar av olika omfattning och genrer.
Efter att Arvika kommun stängt huset i slutet av 2010 bestämde de sig för att under hösten 2011 öppna upp för uthyrning av lokalerna.
Det utreds vad som ska ske med lokalerna men till dess hyrs både mellanvåningen med bl.a. Scen och kök samt övervåningen med flera kontor och konferenslokaler ut.

## Artister som spelat på Ritz
- Ale Möller med band
- Anna Ternheim
- bob hund
- Dia Psalma
- Din Stalker
- Dominik Henzel
- Fernandoz
- Freddie Wadling
- Hardcore Superstar
- Henrik Elmér
- Laakso
- Magnus Betnér
- Markus Krunegård
- Marit Bergman
- Sabaton
- Salem Al Fakir
- Slagsmålsklubben
- Soran Ismail
- Square
- Stefan Sundström
- Sven Ingvars
- Svenska Akademien
- Tikkle Me
- The Sounds
- The Carburetors
- Thomas DiLeva
- Tobias Persson
- Özz Nûjen